# LGBT práva v Tanzanii

Duhová mapa Tanzanie

Téma homosexuality je v Tanzanii sociálním tabu a její praktikování je státem postihováno.
Podle Pew Global Attitudes Project z r. 2007 považuje 95 % Tanzanců homosexualitu za životní styl, který je společensky neakceptovatelný, což je z hlediska 45 zkoumaných zemí sedmá nejvyšší míra despektu.

## Zákony týkající se stejnopohlavní sexuální aktivity a homosexuálních vztahů
Soulož mezi muži je v celé Tanzanii nezákonná a může být trestána i doživotním vězením. Soulož mezi ženami není v zákonech pevninské Tanzanie přímo specifikovaná. Částečně autonomní Zanzibar trestá pohlavní styk mezi ženami odnětím svobody v maximální délce trvání pěti let nebo pokutou 500 tisíc tanzanských šilinků. 

### Pevninská Tanzanie
Tanzanský trestní zákoník z r. 1945 (doplněný zvláštním ustanovením o sexuálních deliktech v r. 1998) říká následující:
- Sekce 138A. Akt hrubé obscénnosti mezi osobami

Kdo se zúčastní či vykoná akt hrubé obscénnosti s jinou osobou na veřejnosti i v soukromí, nebo přiměje jinou osobu k vykonání takového aktu, bude potrestán odnětím svobody v délce trvání jednoho roku až pěti let nebo pokutou ve výši jednoho sta až tří set tanzanských šilinků; je-li výše uvedený trestný čin spáchán osobou starší 18 let na osobě mladší 18 let, školou povinném dítěti nebo studentovi střední školy, pak se trest odnětí svobody zvyšuje na 10 let s tělesným trestem a odškodněním poškozené osobě. Výši odškodného stanoví objektivně soud.
Podle části I. (3) Ustanovení o sexuálních deliktech z r. 1998 se termínem "hrubá obscénnost" v sekci 138A míní sexuální akt, který je svojí vnitřní povahou nepřirozený a nezahrnuje jenom samotnou soulož, nýbrž i onanii a obscénní fyzický kontakt nebo obscénní chování bez fyzického kontaktu".
- Sekce 154. Smilstvo proti přírodě.

(1) Kdo-
(a) vykoná s jinou osobou smilstvo proti přírodě; nebo
 *    *    *
(c) umožní muži vykonat s ním nebo s ní smilstvo proti přírodě,
bude potrestán trestem odnětí svobody v délce trvání 30 let nebo trestem odnětí svobody na doživotí.
(2) Kdo vykoná trestný čin uvedený v odst. 1 na dítěti mladším 10 let, bude potrestán trestem odnětí svobody na doživotí.
- Sekce 155. Pokus o smilstvo proti přírodě.

Kdo se pokusí vykonat trestný čin uvedený v sekci 154, bude potrestán odnětím svobody v délce trvání 20 let.
- Section 157. Obscénní praktiky mezi muži.

Muž, který na veřejnosti i v soukromí,
(a) vykoná akt hrubé obscénnosti s jiným mužem, nebo
(b) přiměje jiného muže k vykonání aktu hrubé obscénnosti s ním, nebo
(c) se pokusí přimět muže k vykonání aktu hrubé obscénnosti s ním
 bud potrestán odnětím svobody v délce trvání pěti let.

### Zanzibar
Zanzibarský trestní zákoník z r. 1934, novelizovaný v r. 2004, říká následující:
- Sekce 132.

(1) Kdo naváže tělesný kontakt s chlapcem, bude potrestán odnětím svobody na doživotí.
(2) Kdo se pokusí o navázání tělesného kontaktu s chlapcem, bude potrestán odnětím svobody v délce trvání 25 let.
- Sekce 150.

Kdo:
(a) naváže s jinou osobou tělesný kontakt odporující zákonům přírody; nebo
 *    *    *
(c) umožní muži mít s ním nebo s ní tělesný kontakt odporující zákonům přírody;
 bude potrestán odnětím svobody v maximální délce trvání 14 let.
- Sekce 151.

Kdo se pokusí spáchat trestný čin uvedený v sekci 150, bude potrestán odnětím svobody v maximální délce trvání sedmi let.
- Sekce 152.

Kdo v rozporu se zákonem nebo obscénně napadne chlapce, bude potrestán odnětím svobody v délce trvání 25 let.
- Sekce 153.

Žena, která se dopustí aktu lesbismu s jinou ženou aktivně i pasivně, bude potrestána odnětím svobody v maximální délce trvání pěti let nebo maximální pokuto pěti tisíců tanzanských šilinků.
- Sekce 154.

Kdo se zúčastní či vykoná akt hrubé obscénnosti s jinou osobou na veřejnosti i v soukromí, nebo přiměje jinou osobu k vykonání takového aktu, bude potrestán odnětím svobody v maximální délce trvání pěti let nebo pokutou v maximální výši dvou set tanzanských šilinků; je-li výše uvedený trestný čin spáchán osobou starší 18 let na osobě mladší 18 let, pak se trest odnětí svobody zvyšuje na maximální délku trvání 10 let s tělesným trestem a odškodněním poškozené osobě. Výši odškodného stanoví objektivně soud.
Podle sekce 4 se termínem "hrubá obscénnost" v sekci 138A míní sexuální akt, který je svojí vnitřní povahou nepřirozený a nezahrnuje jenom samotnou soulož, nýbrž i onanii a obscénní fyzický kontakt nebo obscénní chování bez fyzického kontaktu".
- Sekce 185.

Kdo:
(a) uzavře svazek, manželský i nemanželský, s osobou téhož pohlaví, či takový svazek stvrdí; nebo
(b) uspořádá či svatební obřad s osobou téhož pohlaví či se jej zúčastní; nebo
(c) žije jako manžel a manželka s osobou téhož pohlaví;
bude potrestán odnětím svobody v maximální délce trvání sedmi let.

## Stejnopohlavní soužití
Páry stejného pohlaví nejsou ze strany státu uznávány.

## Ochrana před diskriminací
Tanzanská ústava ani její prováděcí právní předpisy nechání jiné sexuální orientace nebo genderové identity před diskriminací a harašmentem.

## Adopce
Osvojit dítě smějí pouze sezdané manželské páry. Ve výjimečných případech může muž osvojit dívku jako individuální osvojitel, pokud dojde opatrovnický soud k závěru, že jsou známy zvláštní okolnosti, které opravňují k takovémuto neobvyklému postupu. Co se týče individuálního osvojení chlapce ženou, tak zde nejsou žádná zvláštní omezení. Osvojitelem se může stát pouze osoba s tanzanským občanstvím, která dosáhne věku 25 let. Neexistuje žádný zákon, který by říkal, že LGBT osoba se nemůže stát osvojitelem. Dítětem se v tanzanských zákonech rozumí osoba mladší 21 let, která nežije v manželství.

## Životní podmínky
Přestože v zemi oficiálně neexistují žádné gay bary, tak je zde patrná určitá undergroundová gay scéna, kde se seznamují především homosexuální muži. Homosexuální ženy jsou obecně méně viditelné.
Homosexualita je tradičně spojována s muži vystupujícími ve dvou rolích: msenge (muž vystupující v ženské roli, mužský prostitut nebo impotent) a basha (ten dominantní, který je schopen jak sexu s muži, tak i ženami). Msenge jsou obecně více stigmatizováni než basha.
Homofobie je hodně rozšířená. Neexistují žádná zdravotnická zařízení, která by nabízela LGBT komunitě určité přijetí a odpovídající lékařskou pomoc. Vláda dosud nezavedla žádné programy prevence HIV/AIDS cílené na LGBT komunitu.
V r. 2003 protestovalo přes 300 Tanzanců proti příjezdu skupiny gay turistů.
V r. 2004 zahájilo na Zanzibaru několik islámských skupin proces očisty národa od všech hříšných aktivit, včetně homosexuality, jejichž vyvrcholením bylo zpřísnění zákonů proti homosexualitě.

## Mezinárodní tlak směřovaný na Tanzanii, aby dekriminalizovala homosexuální akty
Zpráva Ministerstva zahraničí Spojených států amerických, oddělení lidských práv, z r. 2013 shledala, že:
 19. června 2013 zveřejnily Human Rights Watch, Wake Up a Step Forward Coalition report podrobně nastiňující týrání a násilí páchaného na LGBT komunitě jak ze strany místního obyvatelstva, tak i policie. Jedním z případů je zatčení 19letého homosexuála odcházejícího z nočního klubu v Mbeyi. Policisté jej nejprve znásilnili, a poté následně mučili bitím rákoskou a železnou tyčí přes chodidla a elektrickým proudem. Dobrovolný homosexuální pohlavní styk je nezákonný jak v pevninské Tanzanii, tak i na Zanzibaru. Akty "hrubé obscénnosti" mezi osobami téhož pohlaví jsou v pevninské Tanzanii trestány až pěti lety vězení. Zákon považuje stejnopohlavní sexuální styk za "smilstvo proti přírodě" a trestá je 30 lety vězení. Zanzibarské zákony trestají muže mající sex s muži 14 lety vězení a ženy mající sex s ženami pěti lety vězení. Důkazní břemeno hraje v těchto případech významnou roli. Podle aktuální zprávy Human Rights Watch vedly případy zatčení LGBT osob jen velmi zřídka k zahájení trestního stíhání; obvykle jejich záminkou bylo pouze získat od zatčených nějakou protislužbu počínaje úplatky a konče sexuálními službami. Nicméně podle zprávy Tanzanian Commission for Human Rights and Good Government' při návštěvy věznic jsou právě zločiny "smilstva proti přírodě" jedním z nejčastějších důvodů předběžného zadržování mladistvých. V poslední době bylo několik jedinců odsouzeno za provozování homosexuálních aktů společně s potulkou a prostitucí. LGBT osoby čelí společenské diskriminaci, která jim odpírá přístup k lékařské péči, bydlení a zaměstnání. Tato skupina má navíc velmi omezené povědomí o infekci virem HIV a s ní související léčbou. Není ani známo, že by se zdejší vláda pokoušela s touto diskriminací bojovat.
V říjnu 2011 zpracovala Rada pro lidská práva OSN na své konferenci v Ženevě dokument Universal Periodic Review (UPR) o lidskoprávní situaci v Tanzanii. V něm Slovinsko, Švédsko a United Nations Country Team (UNCT) veřejně vyzvaly Tanzanii ke zrušení veškeré legislativy kriminalizující homosexualitu. Paragraf 27 této zprávy uvádí:
Homosexualita je považovaná za útok na kulturní normy; stejnopohlavní sexuální vztahy jsou kriminalizovány. V souvislosti s mírovými shromážděními bylo zaznamenáno několik skupinových útoků, odmítání HIV pozitivních pacientů v nemocnicích, jakož i vystěhovávání jedinců s odlišnou sexuální orientací ze strany náboženských komunit. Navíc zástupci skupin a jiní lidskoprávní aktivisté nemohou z důvodu vlastní bezpečnosti veřejně podporovat přijetí a dekriminalizaci LGBT komunity.
Tanzanie žádosti vyhovět odmítla. Mathias Meinrad Chikawe, tanzanský ministr vnitra, v Ženevě prohlásil:
To, o čemž se zde hovoří, jsou nové výdobytky typu stejnopohlavního manželství atd. Je pravda, že mi takové věci u nás nemáme, a já říkám znovu, že tomu tak je z důvodu našich vlastních tradic a kultury, ve které věříme, a které také tvrdě zastáváme. I tak se u nás homosexuální praktiky dějí, ale pouze anonymně, a já k tomu můžu dodat pouze to, co jsem již prezentoval v naší zprávě pro ICCPR (International Covenant on Civil and Political Rights), tedy pokud někdo takové chování ukazuje na veřejnosti, musí jednoznačně počítat s tím, že jej lid ukamenuje. To je kulturní záležitost. Něco takového u nás jednoduše neakceptujeme. A pokud jde o nás jako o vládu, tak není zrovna jednoduché jen tak navrhnout zákon, který toto umožní; na to, abychom s něčím takovým vůbec přišli, není ta pravá chvíle.
Od tohoto projevu Tanzanie dosud od své politiky a rétoriky neustoupila. V říjnu 2011 na setkání vládních představitelů Společenství národů v australském Perthu řekl bývalý britský premiér David Cameron, že Spojené království může zastavit nebo omezit podporu vlád, které odmítnou zrušit legislativu, která kriminalizuje homosexualitu. Tanzanský ministr zahraničí a mezinárodní spolupráce Bernard Membe na to odpověděl takto: 
Tanzanie na Cameronův návrh nepřistoupí, protože má své vlastní morální hodnoty. Homosexualita není součástí naší kultury a my ji nikdy nezlegalizujeme... Nejsme tady od toho, abychom si od jiných bohatších národů nechali mluvit do našich vnitřních záležitostí, a přijímali nám neakceptovatelné podmínky jenom proto, že jsme chudí. I když nám bude odepřena pomoc ze strany jedné země, naší ekonomiku to nijak zvlášť neohrozí a my si dokážeme poradit i bez pomoci Spojeného království.
11. listopadu 2011 odpověděl tanzanský premiér Mizengo Pinda na otázku ze strany člena parlamentu, zda je vláda připravená na pozastavení britské podpory takto:
Není fér se mě jako předsedy vlády ptát na takové věci, když jsou zcela jasné, ale budiž, pokud chcete znát můj názor, tak vám říkám, že homosexualita je v naší společnosti neakceptovatelná. Musíme se na tyto věci koukat kriticky. I já sám věřím, že je to neakceptovatelné. Ani zvířata se takhle nechovají.
20. června 2012 odpovídal Membe na otázku člena parlamentu Khatiba Said Haji, který chtěl znát vládní pozici k nátlaku západních zemí, aby byly zrušeny všechny anti-gay zákony. Membe řekl: „Na pozastavení pomoci jsme plně připraveni a očekáváme podporu i ze strany jiných spřátelených afrických zemí, které jsou také tlačeny do rušení anti-gay zákonů. Tanzanie raději přijde o podporu, než aby se ponížila a odlidštila.“

## Souhrnný přehled
| Legální stejnopohlavní styk                                                             | (Trest: Až doživotní vězení) |
| Stejný věk legální způsobilosti k pohlavnímu styku pro obě orientace                    | No                           |
| Anti-diskriminační zákony v zaměstnání                                                  | No                           |
| Anti-diskriminační zákony v přístupu ke zboží a službám                                 | No                           |
| Anti-diskriminační zákony v ostatních oblastech (homofobní urážky, zločiny z nenávisti) | No                           |
| Stejnopohlavní manželství                                                               | No                           |
| Jiná forma stejnopohlavního soužití                                                     | No                           |
| Adopce dítěte partnera                                                                  | No                           |
| Společná adopce dětí stejnopohlavními páry                                              | No                           |
| Gayové a lesby smějí otevřeně sloužit v armádě                                          |                              |
| Možnost změny pohlaví                                                                   | No                           |
| Přístup k umělému oplodnění pro lesbické ženy                                           | No                           |
| Náhradní mateřství pro gay páry                                                         | No                           |
| MSM smějí darovat krev                                                                  | No                           |